# 백마도

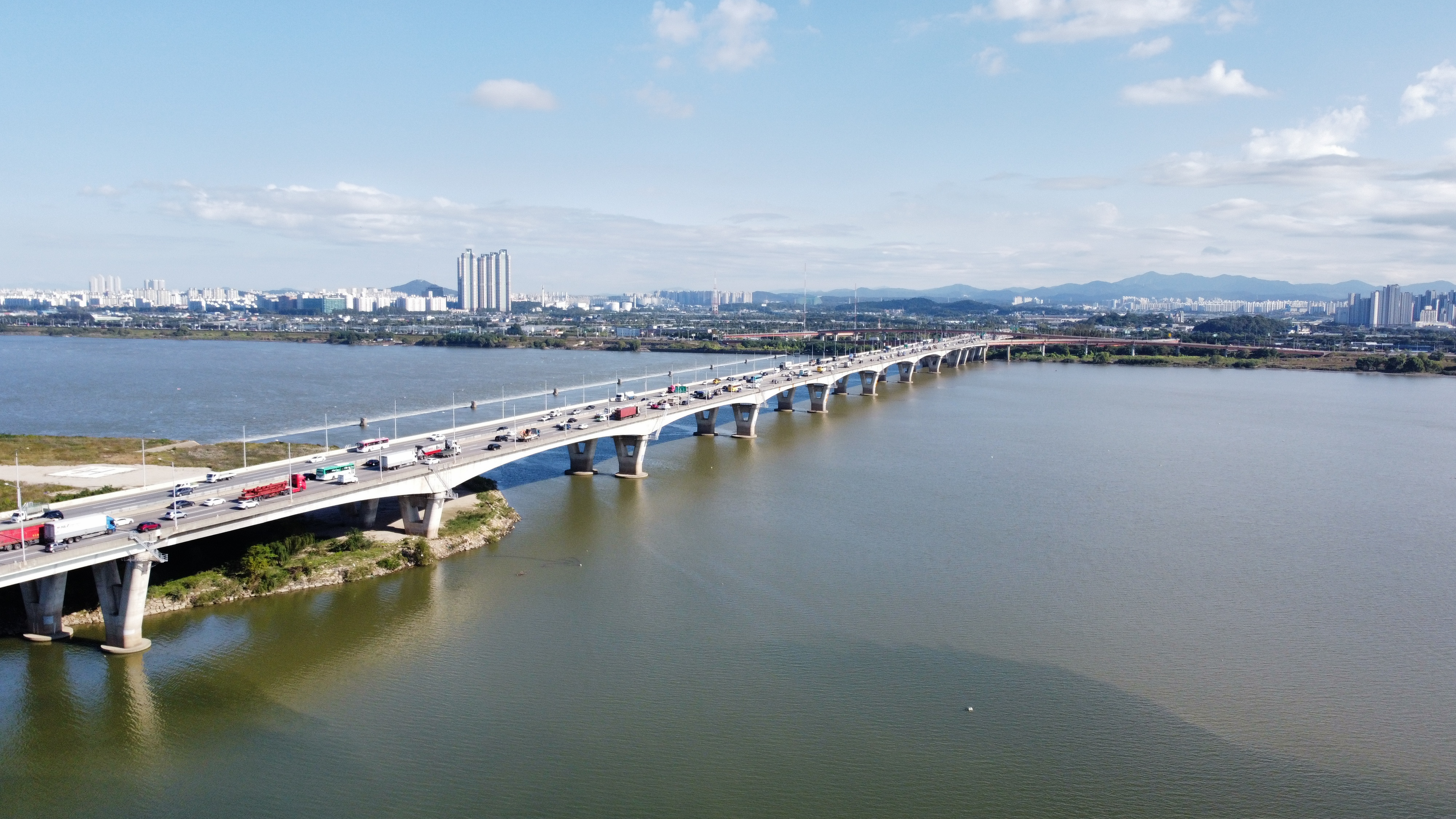
김포대교 서쪽 아래에 백마도가 보인다.

백마도(白馬島) 또는 백마섬은 경기도 김포시 고촌읍 신곡리에 위치한 한강 하류의 하중도로, 면적 0.1 km2의 작은 섬이다. 섬의 남단으로 김포대교가 지나며, 신곡보로 육지와 연결되어 있다.
이 섬은 1970년부터 군사지역으로 설정되어 43년 동안 민간인의 출입이 통제되다가 2013년부터 1년에 한 번 꼴로 민간에 개방되고 있다.